# Eerste divisie (mannenhandbal) 1996/97
De eerste divisie is de op een na hoogste afdeling van het Nederlandse handbal bij de heren op landelijk niveau. In het seizoen 1996/1997 promoveerden Volendam en Hellas naar de eredivisie. Hurry Up en Horn/Sittardia 2 degradeerden naar de tweede divisie.

## Opzet
- De kampioenen promoveren rechtstreeks naar de eredivisie (mits er niet al een hogere ploeg van dezelfde vereniging in de eredivisie speelt).
- De ploegen die als een-na-laatste (elfde) en laatste (twaalfde) eindigen degraderen rechtstreeks naar de tweede divisie.

## Eerste divisie A

### Teams
| Ploeg                    | Plaats     | Provincie     |
| ------------------------ | ---------- | ------------- |
| Anova/E&O 2              | Emmen      | Drenthe       |
| Apollo '70               | Wehl       | Gelderland    |
| Aristos                  | Amsterdam  | Noord-Holland |
| Dalfsen                  | Dalfsen    | Overijssel    |
| De Blinkert              | Haarlem    | Noord-Holland |
| Hurry-Up                 | Zwartemeer | Drenthe       |
| Kolping                  | Ouddorp    | Noord-Holland |
| Olympia HGL              | Hengelo    | Overijssel    |
| Piet Zoomers/De Gazellen | Doetinchem | Gelderland    |
| Saturnus '72             | Ridderkerk | Zuid-Holland  |
| Saturnus Leiden          | Leiden     | Zuid-Holland  |
| Volendam                 | Volendam   | Noord-Holland |

### Stand
| Pos | Club                     | Wed | W  | G | V  | Ptn | DV  | DT  | +/−  | Opmerking                      |
| --- | ------------------------ | --- | -- | - | -- | --- | --- | --- | ---- | ------------------------------ |
| 1   | Volendam                 | 22  | 22 | 0 | 0  | 44  | 616 | 409 | +207 | Promotie naar eredivisie       |
| 2   | Kolping                  | 22  | 15 | 2 | 5  | 32  | 524 | 446 | +78  |                                |
| 3   | Saturnus '72             | 22  | 14 | 2 | 6  | 30  | 504 | 456 | +48  |                                |
| 4   | Olympia HGL              | 22  | 14 | 1 | 7  | 29  | 529 | 479 | +50  |                                |
| 5   | Piet Zoomers/De Gazellen | 22  | 12 | 2 | 8  | 26  | 490 | 442 | +48  |                                |
| 6   | De Blinkert              | 22  | 11 | 1 | 10 | 23  | 449 | 464 | −15  |                                |
| 7   | Saturnus Leiden          | 22  | 10 | 2 | 10 | 22  | 492 | 465 | +27  |                                |
| 8   | Anova/E&O 2              | 22  | 11 | 0 | 11 | 22  | 491 | 497 | −6   |                                |
| 9   | Aristos                  | 22  | 7  | 0 | 15 | 14  | 431 | 469 | −38  |                                |
| 10  | Dalfsen                  | 22  | 3  | 2 | 17 | 8   | 422 | 540 | −118 |                                |
| 11  | Apollo '70               | 22  | 4  | 1 | 18 | 8   | 470 | 532 | −62  |                                |
| 12  | Hurry-Up                 | 22  | 3  | 0 | 19 | 6   | 424 | 559 | −135 | Degradatie naar tweede divisie |

## Eerste divisie B

### Teams
| Ploeg                  | Plaats      | Provincie     | Hal            |
| ---------------------- | ----------- | ------------- | -------------- |
| Atomium '61            | Rotterdam   | Zuid-Holland  | de Enk         |
| Bevo Heldia Combinatie | Panningen   | Limburg       | Piushof        |
| DES '72                | Papendrecht | Zuid-Holland  | Stadssporthal  |
| EDH                    | Delft       | Zuid-Holland  | Buitenhof      |
| EMZ                    | Eindhoven   | Noord-Brabant | Tivoli         |
| Groene Ster            | Zevenbergen | Noord-Brabant | Molenberg      |
| Hellas                 | Den Haag    | Zuid-Holland  | H. Partnershal |
| Horn/Sittardia 2       | Sittard     | Limburg       | Stadssporthal  |
| Saturnus '72 2         | Ridderkerk  | Zuid-Holland  | de Fakkel      |
| Thrifty/Aalsmeer 2     | Aalsmeer    | Noord-Holland | de Bloemhof    |
| Van der Voort/Quintus  | Kwintsheul  | Zuid-Holland  | vd Voorthal    |
| WIK                    | Vlaardingen | Zuid-Holland  | Westwijk       |

### Stand
| Pos | Club                   | Wed | W  | G | V  | Ptn | DV  | DT  | +/−  | Opmerking                      |
| --- | ---------------------- | --- | -- | - | -- | --- | --- | --- | ---- | ------------------------------ |
| 1   | Hellas                 | 22  | 17 | 1 | 4  | 35  | 514 | 413 | +101 | Promotie naar eredivisie       |
| 2   | Thrifty/Aalsmeer 2     | 22  | 17 | 3 | 2  | 35  | 567 | 474 | +93  |                                |
| 3   | Van der Voort/Quintus  | 22  | 14 | 4 | 4  | 32  | 525 | 458 | +67  |                                |
| 4   | Bevo Heldia Combinatie | 22  | 15 | 0 | 7  | 30  | 495 | 416 | +79  |                                |
| 5   | WIK                    | 22  | 13 | 2 | 7  | 28  | 501 | 448 | +53  |                                |
| 6   | EMZ                    | 22  | 10 | 2 | 10 | 22  | 488 | 508 | −20  |                                |
| 7   | DES '72                | 22  | 8  | 5 | 9  | 21  | 516 | 530 | −14  |                                |
| 8   | Groene Ster            | 22  | 8  | 3 | 11 | 19  | 512 | 521 | −9   |                                |
| 9   | SV Saturnus '72 2      | 22  | 6  | 3 | 13 | 15  | 456 | 544 | −88  |                                |
| 10  | Atomium '61            | 22  | 5  | 1 | 16 | 11  | 496 | 548 | −52  |                                |
| 11  | EDH                    | 22  | 4  | 0 | 18 | 8   | 398 | 504 | −106 |                                |
| 12  | Horn/Sittardia 2       | 22  | 3  | 0 | 19 | 6   | 419 | 523 | −104 | Degradatie naar tweede divisie |

1. ↑  Thrifty/Aalsmeer 2 heeft 2 punten in mindering gekregen